# Бажев, Амир Хаутиевич
Ами́р Хаути́евич Ба́жев (род. 15 октября 1988, Аргудан, Кабардино-Балкарская АССР) — российский футболист, нападающий.

## Биография
Родился 15 октября 1988 года в селе Аргудан, в 28 км от Нальчика. Футболом начал заниматься там же, в местной команде «Бедик». Первым тренером игрока стал его отец Хаути Мустафович Бажев. В 2001 году, в возрасте 12 лет, попал в школу московского «Спартака». С 2004 года выступал за дубль «Спартака» в турнире дублёров РФПЛ. В 2007 году был отдан в аренду в клуб первого дивизиона «Спартак-МЖК», в составе которого дебютировал в профессиональном футболе. 6 августа 2008 года дебютировал за основную команду московского «Спартака», выйдя на замену на второй компенсированной минуте в матче 1/16 финала Кубка России против брянского «Динамо» (1:2). В конце августа того же года был отдан в аренду в ростовский СКА, за который провёл 13 матчей и забил 2 гола в первом дивизионе. Летом 2009 года на правах аренды перешёл в белгородский «Салют», в котором провёл 15 матчей и забил 6 голов. По окончании сезона подписал с клубом полноценный контракт и продолжил выступать за команду до 2012 года. В 2013 выступал за клубы ПФЛ «Факел» и «Зенит» (Пенза), после чего перешёл в «Спартак-Нальчик». В сезоне 2015/16 «Спартак» добился возвращения в ФНЛ, став победителем зоны ПФЛ «Юг», а сам игрок был признан лучшим футболистом команды и указом главы Кабардино-Балкарии Юрия Кокова был удостоен почётного звания «Заслуженный работник физической культуры и спорта Кабардино-Балкарской Республики». Летом 2017 года подписал контракт с клубом «Луч-Энергия».
Имеет высшее образование, окончил Российский государственный университет физической культуры, спорта, молодёжи и туризма.

## Достижения

### Командные
«Салют»
- Победитель первенства ПФЛ (зона «Центр»): 2011/2012

«Спартак-Нальчик»
- Победитель первенства ПФЛ (зона «Юг»): 2015/2016

### Личные
- Лучший игрок команды «Спартак-Нальчик» в сезоне 2015/16